# Catharina Cool
Catharina Cool (* 19. August 1874 in Wormerveer; † 20. Juni 1928 in Leiden) war eine niederländische Mykologin, die sich populärwissenschaftlich der Pilzkunde in den Niederlanden widmete. Zudem unterstützte sie die kulinarische Nutzung von Pilzen in der niederländischen Gesellschaft. Ihr botanisch-mykologisches Autorenkürzel lautet „Cool“.

## Leben
Cool war die Tochter eines baptistischen Geistlichen aus Wormerveer. Sie trug denselben Namen wie ihre 1871 verstorbene Schwester, die nur ein Jahr alt wurde, sowie einer weiteren Schwester, die 1881 im Alter von zehn Jahren verstarb. Nach dem Abschluss der Grundschule besuchte sie die „Fransche Schule“, welche einer mittleren Schulbildung ähnlich war. Im Anschluss absolvierte sie eine Ausbildung zur Apothekengehilfin. Zeit ihres Lebens litt sie unter gesundheitlichen Beeinträchtigungen, die vermutlich neurasthenischer Natur waren. Im Jahr 1899 zog sie, nach der Emeritierung ihres Vaters, mit ihren Eltern nach Nijmwegen. Dort suchte sie die Unterstützung bei einem befreundeten Ehepaar, dessen Ehemann Neurologe war.
In einer Zeit des wachsenden Interesses an Naturstudien, insbesondere beeinflusst von Eli Heimans und Jac. P. Thijsse, wurde ihr geraten, das Studium der Natur aufzunehmen. Diese Periode wird als „biologische Wiedergeburt“ bezeichnet. Nach dem Tod ihres Vaters im Jahr 1904 zog sie mit ihrer Mutter nach Haarlem und begann ein Biologiestudium an der Universiteit van Amsterdam. Zwischen 1905 und 1909 besuchte sie die Hochschule, konnte jedoch aufgrund fehlender Vorbildung die Prüfungen nicht ablegen. Anschließend war sie zwei Jahre lang im phytopathologischen Labor von Willie Commelin Scholten tätig, dessen Leitung Johanna Westerdijk innehatte. In Haarlem trat sie der Koninklijke Nederlandse Natuurhistorische Vereniging bei und engagierte sich bald im Vorstand der Haarlemer Abteilung.
Catharina Cool zeigte ein wachsendes Interesse an Pilzen und war 1908 Gründungsmitglied der Nederlandsche Mycologische Vereniging (NMV). Von 1914 bis 1922 arbeitete sie als Kuratorin der Pilzsammlung dieser Gesellschaft im Rijksherbarium in Leiden. 1920 zog sie nach Leiden und wurde 1922 zur ständigen Assistentin am Rijksherbarium ernannt. Im selben Jahr unternahm sie eine Exkursion auf die Kanarischen Inseln, über die sie später einen Bericht schrieb. Nach ihrer Rückkehr litt sie unter gesundheitlichen Problemen, die zu zwei Operationen in den Jahren 1923 und 1927 führten. Ihr Gesundheitszustand verschlechterte sich weiterhin, und sie starb am 20. Juni 1928 im Alter von 53 Jahren im Diaconessenhuis in Leiden.
Sie wurde am 25. Juni 1928 in Nijmegen auf dem Friedhof von Rustoord beigesetzt.

## Mykologie

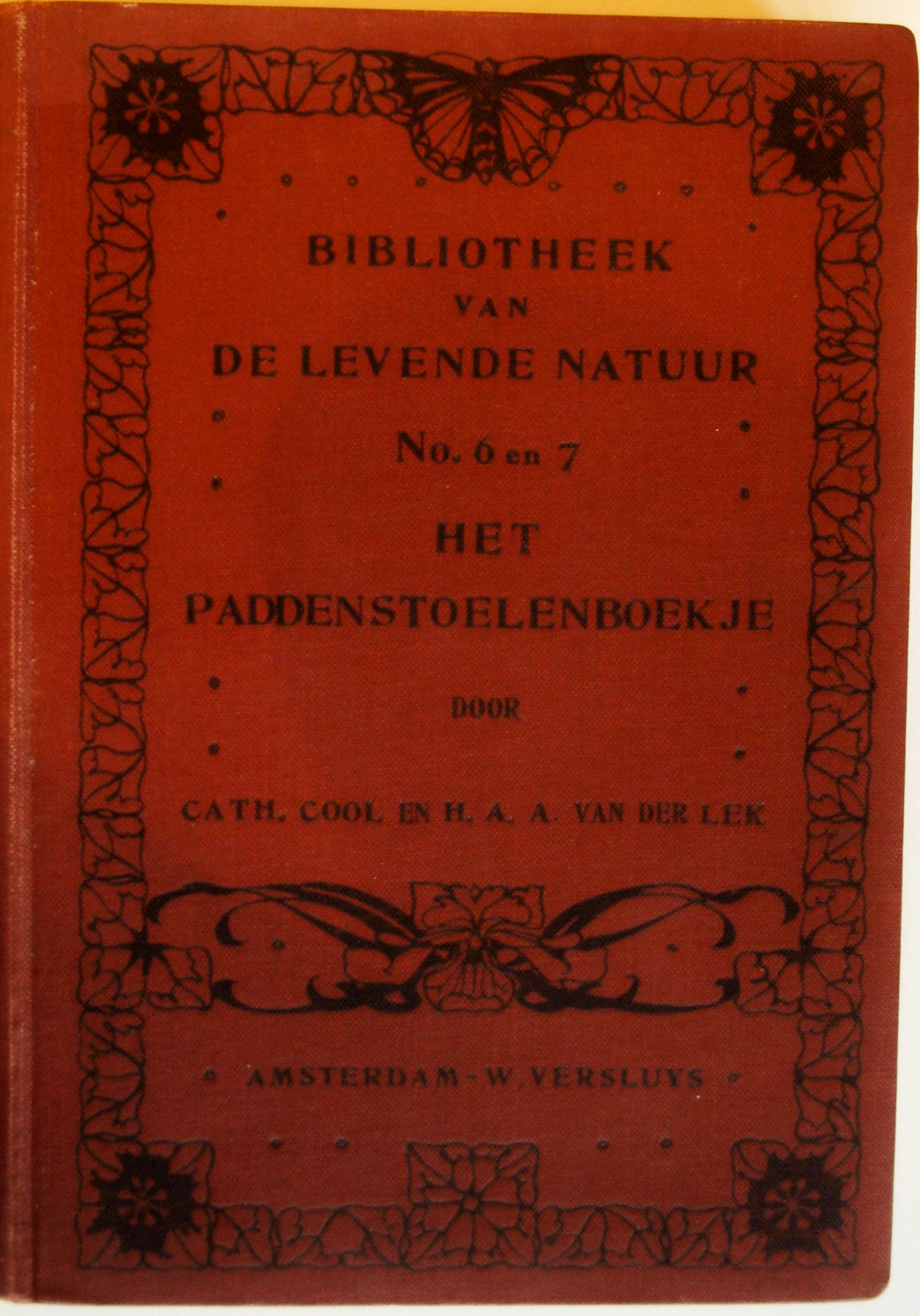
Het Paddenstoelenboekje ist die bekannteste Publikation von Catharina Cool

Im Jahr 1908 nahm sie u. a. zusammen mit Johanna Westerdijk ihrer späteren Vorgesetzten am Phytopathologischen Laboratorium 'Willie Commelin Scholten' in Amsterdam – an der Gründungsversammlung der Nederlandsche Mycologische Vereniging (NMV) teil. Dem Komitee, das das Treffen organisiert hatte, gehörten neben dem Initiator Joh. Ruys unter anderem Eli Heimans an.
Von 1912 bis 1914 fungierte sie als Schatzmeisterin der Vereinigung und war Ausschussmitglied.
Im Jahr 1910 begründete die NMV eine herbarische Sammlung, die im Rijksherbarium in Leiden untergebracht wurde. Zur Leitung des Herbariums wurde 1912 H. A. A. van der Lek als Kurator ernannt. Er wurde 1914 von Catharina Cool abgelöst, die bis zu ihrem Lebensende am Rijksherbarium tätig war. Cools Aufgaben umfassten die Konservierung der Sammlung sowie die Bestimmung des eingereichten Materials. Ihre Arbeit dokumentierte sie jährlich in der Zeitschrift der NMV. Diese Publikationen trugen zur wissenschaftlichen Dokumentation und Verbreitung von botanischem Wissen bei.
Catharina Cool entdeckte in ihrer Funktion als Kuratorin einen neuen Pilz, der ihr 1916 zugesandt wurde und den sie 1918 unter dem Namen Lepiota odorata beschrieb. Heute wird dieser Pilz Squamanita odorata genannt.
Neben ihrer Arbeit im Herbarium setzte sie sich in vielfältiger Weise für die Erforschung der Pilze in den Niederlanden ein.
Bei ihrem Tod im Jahr 1928 hinterließ sie der NMV einen Nachlass von 2500 Proben.

## Ehrungen

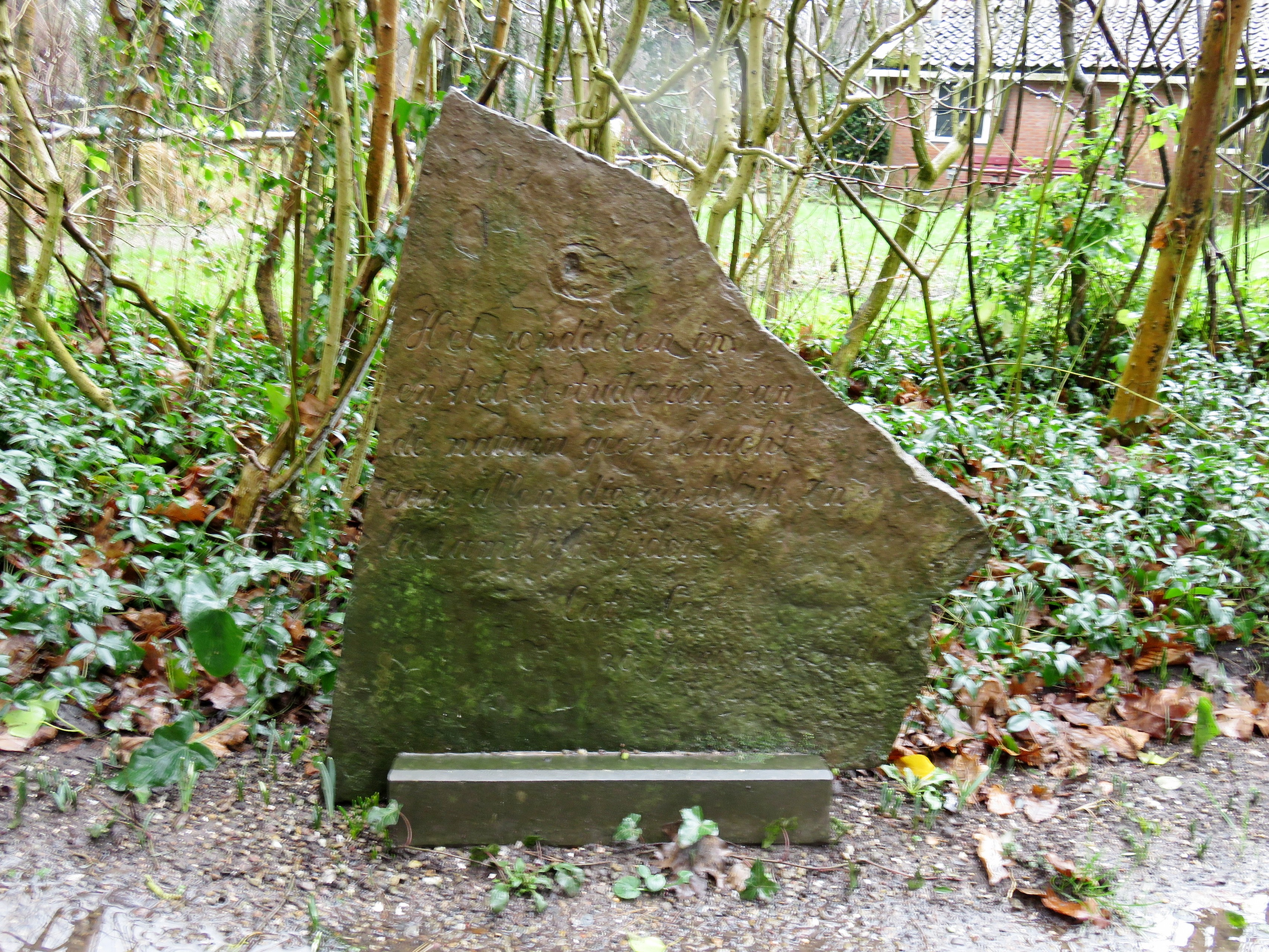
Gedenkstein für Catharina Cool in Thijsse’s Hof

Der von Catharina Cool entdeckte Pilz Lepiota odorata (heute Squamanita odorata) wurde 1943 von Hendrik Sijbert Cornelis Huijsman in eine neue Gattung gestellt, die er Coolia nannte, und trug daher den Namen Coolia odorata.[7] Auch Coolia macrocephala (Schulzer) Huijsman (heute Leucopaxillus macrocephala) und Coolia schreieri Huijsman trugen eine Zeit lang ihren Namen. Andere nach Catharina Cool benannte Pilze sind Mycena cooliana Oort und Mycenella cooliana (Oort) Singer.
1954 wurde die Fachzeitschrift Coolia der Niederländischen Mykologischen Gesellschaft gegründet. Von 1964 bis 1977 zierte eine Zeichnung des Squamanita odorata auch das Titelblatt der Zeitschrift.
Seit 1989 vergibt die Niederländische Mykologische Gesellschaft den „Cool & Van der Lek Prijs“, benannt nach den beiden Autoren der Publikation Het paddenstoelenboekje aus dem Jahr 1913. Der Preis wird an eine Person verliehen, die eine große Leistung auf dem Gebiet der Mykologie erbracht oder einen wesentlichen Beitrag zur Verwirklichung der Ziele der Niederländischen Mykologischen Gesellschaft geleistet hat.
Jac. P. Thijsse ehrte Catharina Cool, indem er in Thijsse’s Hof eine Gedenktafel mit einem Zitat von ihr anbrachte:

„Das Wandern in der Natur und das Studium der Natur gibt allen Kraft, die geistig und körperlich leiden.“

Mit dem Gedenkstein brachte er seine Wertschätzung für das große Interesse zum Ausdruck, das sie dem Wildgarten Thijsse’s Hof stets entgegengebracht hatte, insbesondere für die Pilzausstellungen, die sie 1926 und 1927 im Pfannkuchenhaus neben dem Hof veranstaltete.

## Schriften
- Het paddenstoelenboekje (1. Auflage 1913), (2. Auflage 1920), (3. Auflage 1935/36), (4. Auflage 1943)
- Hoe maken we de Paddenstoelen klaar: Eenvoudige Handleiding tot het toebereiden van Paddenstoelen. Amsterdam: W. Versluys, 1919